# Au bal de Flore
 (juillet 2025).
Pour plus de détails, voir Fiche technique et Distribution.
Au bal de Flore est un film français réalisé par Alice Guy en 1900.

## Synopsis
Enregistrement d'une danse par Mesdemoiselles Lally et Julyett de l'Olympia.

## Fiche technique
- Titre : Au bal de Flore
- Réalisation : Alice Guy
- Société de production : Société L. Gaumont et compagnie
- Pays d'origine :  France
- Genre :  Film documentaire
- Durée : 2 minutes
- Date de sortie : 1900
- Licence : Domaine public

## Distribution
- Mademoiselle Lally
- Mademoiselle Julyett

## Autour du film
La partie de film subsistant est colorée à la main à l'aide de pochoirs.